# كليف هاجان
كليف هاجان (بالإنجليزية: Cliff Hagan) مواليد 9 ديسمبر 1931 في أوينسبورو، هو لاعب كرة سلة أمريكي سابق أصبح مدرباً بدأ مسيرته الاحترافية في سنة 1956. تم اختياره من قبل فريق بوسطن سيلتكس خلال الدرافت. يبلغ طوله 6 قدم 4 بوصة (1.9 م). اعتزل اللعب في 1969. شارك 5 مرات في مباراة كل النجوم. دخل قاعة نايسميث التذكارية لمشاهير كرة السلة.

## روابط خارجية
- كليف هاجان على موقع إن بي أي (الإنجليزية)
- كليف هاجان على موقع سبورتس رفرنس (الإنجليزية)
- كليف هاجان على موقع إي إس بي إن.كوم (الإنجليزية)
- كليف هاجان على موقع كلية كرة السلة في سبورتس رفرنس.كوم (الإنجليزية)
- كليف هاجان على موقع ريلجم (الإنجليزية)
- كليف هاجان على موقع بروبوليرز (الإنجليزية)
- كليف هاجان على موقع قاعة المشاهير الجامعة الوطنية لكرة السلة (الإنجليزية)
- كليف هاجان على موقع سبورتس رفرنس (الإنجليزية)